# Satoshi Tanaka
Pour les articles homonymes, voir Tanaka.
Satoshi Tanaka (田中 聡, , Tanaka Satoshi), né le 13 août 2002 à Nagano au Japon, est un footballeur international japonais qui évolue au poste de milieu défensif ou de défenseur central au Sanfrecce Hiroshima.

## Biographie

### En club
Né à Nagano au Japon, Satoshi Tanaka est formé par le Shonan Bellmare. En avril 2019, il est enregistré dans la liste des joueurs de l'équipe première.
Il fait sa première apparition avec l'équipe première lors d'une rencontre de J. League face au Yokohama F. Marinos, le 8 juillet 2020. Il entre en jeu à la place de Mitsuki Saito lors de cette rencontre perdue par les siens (3-2). Le 26 mai 2020 il est définitivement promu en équipe première.
Satoshi Tanaka inscrit son premier but le 10 avril 2021, lors d'une rencontre de championnat face à Sanfrecce Hiroshima. Titularisé au poste de milieu défensif ce jour-là, il inscrit le seul but de la partie, et donne donc la victoire à son équipe.
Le 22 août 2022, Satoshi Tanaka est prêté pour une saison avec option d'achat au club belge du KV Courtrai.
En janvier 2025, Satoshi Tanaka rejoint le Sanfrecce Hiroshima. Le transfert est officialisé le 30 décembre 2024 et il signe un contrat courant jusqu'en juin 2027.

### En sélection
Satoshi Tanaka est retenu avec l'équipe du Japon des moins de 17 ans pour participer à la coupe du monde des moins de 17 ans en 2019. Il joue deux matchs dont un comme titulaire lors de cette compétition.
Il fait une seule apparition avec les moins de 20 ans le 23 mars 2022 contre la Croatie. Il est titularisé et son équipe s'impose par un but à zéro.